# Joaquim de Almeida Faria Sobrinho
Joaquim de Almeida Faria Sobrinho (Lapa, 13 de agosto de 1847 — Paranaguá, 12 de setembro de 1893) foi um advogado e político brasileiro.
Foi vice-presidente da província do Paraná, assumindo a presidência interinamente duas vezes, de 20 a 29 de setembro de 1885 e de 3 de maio de 1886 a 26 de dezembro de 1887.

## Biografia
Joaquim d´Almeida Faria Sobrinho (grafia original) nasceu próximo a cidade de Curitiba (no sítio Rio Verde, distrito de Campo Largo - {conforme fontes} ou na cidade da Lapa - {conforme fontes}) no dia 13 de agosto de 1847. Efetuou seus estudos primários na cidade da Lapa, enquanto que o curso secundário e os preparatórios foram realizados na cidade de São Paulo. Em 1867 matriculou-se na Faculdade de Direito de São Paulo onde formou-se pouco tempo depois.
Quando retornou ao Paraná, trabalhou como secretário do Museu Paranaense, professor de retórica e francês no Liceu Paranaense e procurador fiscal do Tesouro Geral, em Curitiba, bem como, juiz de direito de São José dos Pinhais. No período republicano, foi auditor de guerra no 5° distrito militar (Curitiba), redator na "Gazeta Paranaense" e manteve um escritório de advocacia, atuando em várias comarcas do Paraná.
Como político, foi eleito deputado provincial no Paraná para o biênio 1870/1871, retornando a Assembléia em 1882 para o biênio 82/83 e o seguinte: 1884/1885. Em 1885 ocupava a vice-presidente do Paraná e em setembro deste ano assumiu o cargo máximo do executivo, interinamente. Voltou a governar a província entre maio de 1886 e dezembro de 1887. O Dr. Joaquim de Almeida foi o segundo paranaense a ocupar a presidência da sua terra natal.
Logo que deixou o cargo foi convidado a ocupar a presidência da província de Alagoas, porém, rejeitou o convite para dedicar-se ao seu escritório, assim como, rejeitou uma vaga para o senado.
Durante sua administração a frente da província, fundou a Sociedade Propagadora da Erva Mate, inaugurou os serviços de bondes em Curitiba, incentivou a indústria, em geral, com especial preocupação na madeireira, fomentou a agricultura, fez melhoramento no Passeio Público, adicionou novas disciplinas no programa da instrução primária e dedicou melhores orçamentos para as escolas públicas do ensino secundário, entre outras ações fundamentais para o progresso do Paraná.
Joaquim de Almeida fazia parte da maçonaria paranaense e suas ações nesta instituição ou por meios próprios, revelaram ser ele uma pessoa de espírito empreendedor e altruísta para com a causa pública. Por estas atitudes, recebeu, em 31 de agosto] de 1880 através de decreto imperial, a comenda da Ordem da Rosa.

### Falecimento e homenagens
O Dr. Joaquim de Almeida Faria Sobrinho faleceu em 12 de setembro de 1893, aos 46 anos de idade, na cidade litorânea de Paranaguá.
Entre as várias homenagens ao ex-presidente da província do Paraná, encontramos uma no Centro da capital paranaense. Uma das principais vias deste bairro foi batizada de Rua Presidente Faria; homenagem idêntica há na cidade de Colombo em uma de suas ruas. 
Uma das principais metas de Joaquim Almeida era ampliar o ensino público para a população e uma das escolas construídas em seu governo foi rebatizada em sua homenagem. A Escola Estadual Faria Sobrinho – Ensino Fundamental é uma instituição centenária localizada na cidade de Paranaguá, litoral do Paraná.